# Joan Sastre
Joan Sastre Morro (Inca, 10 de dezembro de 1991) é um basquetebolista profissional espanhol que atualmente defende o Valencia na Liga ACB e na Euroliga. O atleta mede 2,01m, pesa 86 kg e atua como ala.

## Ligações Externas
- Joan Sastre no X
- Página de Joan Sastre no Sítio da Liga ACB